# Las Canteras (Montevideo)
Las Canteras - barrio (sąsiedztwo lub dzielnica) miasta Montevideo, stolicy Urugwaju. Położone we wschodniej części miasta. Graniczy z Malvín Norte na zachodzie, Maroñas-Parque Guaraní na północnym zachodzie, Bañados de Carrasco na północy i północnym wschodzie, Carassco Norte na wschodzie, Punta Gorda na południowym wschodzie i Malvín na południu. Przecina je ulica Camino Carrasco. Na południu dochodzi do Avenida Italia.